# Sōkratīs Fytanidīs
Sōkratīs Fytanidīs (in greco Σωκράτης Φυτανίδης?; Koufalia, 25 maggio 1984) è un ex calciatore greco, di ruolo difensore, tecnico del Polykastrou.